# Euphorbia bonplandii
Euphorbia bonplandii är en törelväxtart som beskrevs av Robert Sweet. Euphorbia bonplandii ingår i släktet törlar, och familjen törelväxter. Inga underarter finns listade i Catalogue of Life.